# Резолюція Генеральної Асамблеї ООН 76/70
Резолюція Генеральної Асамблеї ООН A/RES/76/70 «Проблема мілітаризації Автономної Республіки Крим та м. Севастополь (Україна), а також частин Чорного і Азовського морів» була схвалена 9 грудня 2021 року на 76-й сесії Генеральної Асамблеї ООН. Резолюція містить важливу підтримку Кримської платформи, закликає РФ припинити перекидання на півострів зброї та військових, припинити порушення свободи мореплавства в Чорному та Азовському морях.
У відкритому голосуванні 64 країни-члени ООН висловилися «за», 20 — «проти», а 93 утримались.

## Ініціатори
Проєкт резолюції A/76/L.22 & Add.1 від 2 грудня 2020 подали Австралія, Австрія, Албанія, Бельгія, Болгарія, Угорщина, Німеччина, Грузія, Данія, Ірландія, Ісландія, Іспанія, Італія, Канада, Латвія, Литва, Ліхтенштейн, Люксембург, Мальта, Маршаллові Острови, Нідерланди, Норвегія, Польща, Португалія, Республіка Молдова, Румунія, Північна Македонія, Словаччина, Словенія, Сполучене Королівство Великобританії та Північної Ірландії, Сполучені Штати Америки, Туреччина, Україна, Фінляндія, Франція, Хорватія, Чорногорія, Чехія, Швеція та Естонія.

## Зміст
У посиленій резолюції зазначається, що Росія намагається встановити свою юрисдикцію над колишніми ядерними об'єктами та матеріалами у Криму, а також над об'єктами, за які, згідно з угодою з МАГАТЕ відповідає Україна. МАГАТЕ, у свою чергу, не визнає юрисдикцію РФ над ядерними об'єктами в Криму.
Генасамбалея ООН також закликала негайно припинити переміщення на територію Криму різних категорій озброєнь: танків, ракет, гелікоптерів, а також бойових літаків, які здатні нести ядерну зброю. В документі зазначається, що Росія розширює місця базування Чорноморського флоту, а також надала Національній гвардії здійснювати блокування територій та акваторій, що може бути використане для додаткового втручання у свободу мореплавства та захоплення нафтових платформ у Чорному морі.

## Голосування
Проєкт резолюції A/76/L.22, який запропонували 2 грудня 2021 року 40 держав-членів ООН, а 9 грудня до співавторства долучилися ще 4 держави (напівжирним шрифтом), ухвалили 9 грудня на 48 пленарному засіданні 76-ї сесії Генеральної Асамблеї кваліфікованою більшістю присутніх як A/RES/76/70:
| Голос         | Кількість | Держави-члени Організації Об'єднаних Націй |
| ------------- | --------- | --- |
| За            | 62        | Австралія, Австрія, Албанія, Андорра, Барбадос, Беліз, Бельгія, Болгарія, Вануату, Велика Британія, Гаяна, Гватемала, Гвінея-Бісау, Гондурас, Греція, Грузія, Данія, Домініканська Республіка, Естонія, Ізраїль, Ірландія, Ісландія, Іспанія, Італія, Канада, Кіпр, Коста-Рика, Латвія, Литва, Ліхтенштейн, Люксембург, Мальта, Маршаллові Острови, Молдова, Монако, Нідерланди, Німеччина, Нова Зеландія, Норвегія, Палау, Панама, Папуа Нова Гвінея, Північна Македонія, Польща, Португалія, Румунія, Сан-Марино, Сінгапур, Словаччина, Словенія, Сполучені Штати Америки, Туреччина, Угорщина, Україна, Федеративні Штати Мікронезії, Фінляндія, Франція, Хорватія, Чехія, Чорногорія, Швейцарія, Швеція      |
| Проти         | 22        | Білорусь, Болівія, Венесуела, Вірменія, Еритрея, Ефіопія, Зімбабве, Іран, Камбоджа, Киргизстан, Китайська Народна Республіка, Куба, Лаос, М'янма, Малі, Нікарагуа, Північна Корея, Росія, Сербія, Сирія, Філіппіни, Шрі-Ланка |
| Утрималися    | 55        | Алжир, Ангола, Аргентина, Бангладеш, Бахрейн, Боснія і Герцеговина, Ботсвана, Бразилія, Бруней, Бутан, В'єтнам, Гвінея, Джибуті, Еквадор, Єгипет, Ємен, Індія, Індонезія, Ірак, Йорданія, Казахстан, Катар, Кірибаті, Колумбія, Кувейт, Ліван, Лівія, Мадагаскар, Малайзія, Мальдіви, Мексика, Монголія, Намібія, Непал, Нігерія, Об'єднані Арабські Емірати, Оман, Пакистан, Парагвай, Перу, Південна Корея, Сальвадор, Сан-Томе і Принсіпі, Саудівська Аравія, Сенегал, Сомалі, Суринам, Таїланд, Того, Тринідад і Тобаго, Туніс, Уругвай, Чад, Чилі, Ямайка |
| Не голосували | 54        | Азербайджан, Антигуа і Барбуда, Афганістан, Багамські Острови, Бенін, Буркіна-Фасо, Бурунді, Габон, Гаїті, Гамбія, Гана, Гренада, Демократична Республіка Конго, Домініка, Екваторіальна Гвінея, Есватіні, Замбія, Кабо-Верде, Камерун, Кенія, Коморські Острови, Кот-д'Івуар, Лесото, Ліберія, Маврикій, Мавританія, Малаві, Марокко, Мозамбік, Науру, Нігер, Південний Судан, Південно-Африканська Республіка, Республіка Конго, Руанда, Самоа, Сейшельські Острови, Сент-Вінсент і Гренадини, Сент-Кіттс і Невіс, Сент-Люсія, Соломонові Острови, Судан, Східний Тимор, Сьєрра-Леоне, Таджикистан, Танзанія, Тонга, Тувалу, Туркменістан, Уганда, Узбекистан, Фіджі, Центральноафриканська Республіка, Японія |
| Всього        | 193       | |

## Значення і реакція
Глава МЗС Дмитро Кулеба: «Документ консолідує міжнародну підтримку Кримської платформи та її цілей, протидіє наростаючій мілітаризації Криму, надсилає сигнал стримування на тлі нарощування військової присутності РФ вздовж нашого кордону і в Криму».
 Спікер МЗС Росії Марія Захарова назвала ухвалення Генеральною асамблеєю ООН посиленої резолюції проти мілітаризації Криму спробою «втягнути Генасамблею в антиросійську кампанію Києва та його західних кураторів». На її думку, ця резолюція ухвалена на «безпідставних звинуваченнях Росії щодо дестабілізації ситуації навколо Криму».